# Enema of the State
Enema of the State je treći i najpoznatiji studijski album američkog punk sastava Blink-182. Objavljen je 1. lipnja 1999., 
te su se na njemu našli hitovi What's My Age Again?, All the Small Things i Adam's Song, koji su kasnije uvršteni i na njihovu kompilaciju
najvećih hitova. To je ujedno bio i prvi album koji su snimili s bubnjarom Travisom Barkerom. S prodanih više od 12 milijuna primjeraka
diljem svijeta, postao je najprodavaniji album sastava, te treći najprodavaniji pop punk album svih vremena (iza albuma Green Daya Dookie i American Idiot). Na omotu albuma nalazi se porno glumica Janine Lindemulder, odjevena kao medicinska sestra. 

## Popis pjesama
Sve pjesme su napisali Mark Hoppus i Tom DeLonge.
| 1.    | »Dumpweed«              | DeLonge         | 2:24 |
| 2.    | »Don't Leave Me«        | Hoppus          | 2:24 |
| 3.    | »Aliens Exist«          | DeLonge         | 3:13 |
| 4.    | »Going Away to College« | Hoppus          | 2:59 |
| 5.    | »What's My Age Again?«  | Hoppus          | 2:28 |
| 6.    | »Dysentery Gary«        | DeLonge, Hoppus | 2:45 |
| 7.    | »Adam's Song«           | Hoppus          | 4:10 |
| 8.    | »All the Small Things«  | DeLonge         | 2:48 |
| 9.    | »The Party Song«        | Hoppus          | 2:19 |
| 10.   | »Mutt«                  | DeLonge         | 3:23 |
| 11.   | »Wendy Clear«           | Hoppus          | 2:50 |
| 12.   | »Anthem«                | DeLonge         | 3:39 |
| 35:23 |                         |                 |      |

## Osoblje
Blink-182
- Mark Hoppus - bas-gitara, vokali
- Tom DeLonge - gitara, vokali
- Travis Barker - bubnjevi

Dodatni glazbenici
- Roger Joseph Manning Jr. - klavijature

Ostalo osoblje
- Brian Gardner - mastering
- Jerry Finn	- producent, miksanje
- Tom Lord-Alge - miksanje
- Blink-182 - aranžeri
- Tim Stedman - umjetnički direktor, dizajn
- Keith Tamashiro - dizajn

## Pozicije na ljestvicama

### Album
| Godina | Top lista           | Pozicija |
| ------ | ------------------- | -------- |
| 1999.  | Billboard 200       | 9        |
| 1999.  | Top Internet Albums | 3        |
| 1999.  | Top Canadian Albums | 7        |

### Singlovi
| Godina | Singl                  | Top lista              | Pozicija |
| ------ | ---------------------- | ---------------------- | -------- |
| 1999.  | "What's My Age Again?" | Billboard Hot 100      | 58       |
| 1999.  | "What's My Age Again?" | Modern Rock Tracks     | 2        |
| 1999.  | "What's My Age Again?" | Mainstream Rock Tracks | 19       |
| 1999.  | "What's My Age Again?" | Top 40 Mainstream      | 28       |
| 1999.  | "What's My Age Again?" | Top 40 Tracks          | 40       |
| 1999.  | "What's My Age Again?" | Adult Top 40           | 36       |
| 1999.  | "All the Small Things" | Billboard Hot 100      | 6        |
| 1999.  | "All the Small Things" | Modern Rock Tracks     | 1        |
| 1999.  | "All the Small Things" | Top 40 Mainstream      | 8        |
| 2000.  | "All the Small Things" | Top 40 Tracks          | 17       |
| 2000.  | "All the Small Things" | Adult Top 40           | 29       |
| 2000.  | "Adam's Song"          | Modern Rock Tracks     | 2        |